# Konrad IV. von Viermund
Konrad (IV.) von Viermund (auch Kurt, * vor 1441; † zwischen 1488 und 1493) war Herr von Nordenbeck und Fürstenberg, sowie 1456 bis 1485 Pfandherr und Amtmann von Medebach (inkl. Hallenberg, Schmallenberg und Winterberg). Bis 1472 war er auch Pfandherr von Burg und Amt Freienhagen.
Seine Eltern waren Konrad III. von Viermund († um 1454) und Lückele von Elben, Tochter des Herren Konrad von Elben. Er entstammt dem hessischen Adelsgeschlecht Viermund, das aus dem Ort Viermünden stammte, in dem sie „seit alter Zeit“ vier Höfe und einige Waldungen als Allod besaßen. Auch Konrad IV. hatte diese Besitzungen inne und besaß zudem als nassauisches Lehen die Hälfte des Gerichtes Viermünden, das damals sieben Dörfer, drei weitere Höfe sowie zwei Mühlen umfasste.
Er heiratete Margaretha von Hatzfeld zu Wildenburg, Tochter des Johann V. von Hatzfeld, Marschall von Westfalen, und der Regina von Nesselrode. Mit ihr hatte er sieben Kinder:
- Philipp I. von Viermund zu Nordenbeck und Bladenhorst (* vor 1469; † 1528) 1495 Herr von Nordenbeck (½ mit Johann), Herr von Bladenhorst, Amtmann von Medebach, 1519 Herr von Mallem, Begründer der westfälischen Linie Virmond-Bladenhorst;
- Johann von Viermund zu Nordenbeck († 1510), 1495 Herr von Nordenbeck (½ mit Philipp);
- Ambrosius I. von Viermund zu Neersen (* 1470; † 1539), Herr von Fürstenberg, 1502 Vogt von Neersen, Anrath und Uerdingen, Begründer des niederrheinischen Linie Virmond-Neersen;
- Katharina von Viermund, ⚭ Raban von und zu Canstein;
- Hermann von Viermund († nach 1521);
- Andreas von Viermund († wohl vor 1488);
- Konrad von Viermund († wohl vor 1488).